# Брег при Коњицах
Брег при Коњицах (словен. Breg pri Konjicah) је насељено место у општини Словенске Коњице, Савињска регија, Словенија.

## Историја
До територијалне реорганизације у Словенији био је у саставу старе општине Словенске Коњице.

## Становништво
У попису становништва из 2011. године, Брег при Коњицах је имао 132 становника.
| Број становника према пописима | Број становника према пописима | Број становника према пописима |
| ------------------------------ | ------------------------------ | ------------------------------ |
| 1991                           | 2002                           | 2011                           |
| 134                            | 132                            | 132                            |

Напомена: До 1953. исказивано под именом Брег.